# Esther Haas
Esther Haas (geboren am 20. November 1956) ist eine Schweizer Politikerin (ALG). Sie ist Kantonsrätin des Kantons Zug.

## Leben
Esther Haas wurde 2010 im Wahlkreis Cham in den Zuger Kantonsrat gewählt und ist dadurch seit 2011 Mitglied des Kantonsrats. Sie ist Mitglied der Justizprüfungskommission (JPK) und der Konkordatskommission (Koko).
Am 20. Dezember 2018 wurde sie zur Kantonsratsvizepräsidentin 2019–2020 gewählt.
Haas studierte Politologie und schloss mit dem Lizentiat ab. Von Beruf ist sie Berufsfachschullehrerin. Sie hat vier Kinder.